# スクーパーズ
『スクーパーズ』（SCOOPERS）は、1987年12月1日に発売された日本のOVA作品。

## あらすじ
22世紀の未来都市シャンバラ・シティでは、人工衛星落下やスペースシャトル爆破などの凶悪事件が多発していた。プライベート・アイズ新聞社に勤務する記者のヨーコとカメラマンのビートは、事件の裏に潜む謎の人物ミスターXの特ダネを追っていた。そんなヨーコたちのもとに一本の電話が入る。
「私はミスターXの情報を握っている…」
事件の真相を追うヨーコとビートは早速、情報提供者のキャメロン博士の許へと向かったが、博士はミスターXの部下によって殺害されてしまう。しかし、博士は死ぬ直前にヨーコにミスターXのアジトを告げており、二人はミスターXのアジトである島テクノランドに乗り込む。

## 登場人物
ヨーコ
声 - 大橋真幸
プライベート・アイズ新聞社の記者。気が強い性格をしている。
ミスターXの特ダネを追いかけており、ビートと共にテクノランドに乗り込む。ミスターXに捕まり殺されそうになるが、ビートによって助け出され、テクノランドから脱出する。その際、ミスターXとシャンバラ・シティの大統領との繋がりをスクープすることに成功する。
ビート
声 - 大滝進矢
プライベート・アイズ新聞社のカメラマン。キャパに造られたアンドロイド。
ヨーコと共にテクノランドに乗り込むが、離れ離れになってしまう。キャメロン博士の助手と協力して、島を管理するボードレールのプログラムを破壊し、ヨーコを救出する。
ミスターX
声 - 笹岡繁蔵
シャンバラ・シティの犯罪を影で操る男。政財界とも繋がっており、自分の素性を探ろうとする者を次々に殺している。
ヨーコを仲間に引き入れようとするが拒否され、記憶を奪おうとするがビートに阻まれ失敗する。ボードレールのプログラムが破壊され、テクノランドの自爆装置が作動すると、大統領と共に島を脱出する。
助手
声 - 滝沢久美子
キャメロン博士の助手。ビートに協力し、ボードレールのプログラムにビートの意識をハッキングさせる。

## キャスト
- ヨーコ - 大橋真幸
- ビート - 大滝進矢
- キャパ、ジャイルズ - 緒方賢一
- ミスターX、ジョン - 笹岡繁蔵
- キャメロン博士 - 富山敬
- 助手 - 滝沢久美子
- ボードレール、編集長 - 藤本譲
- ケイン - 堀内賢雄

## スタッフ
- 原作、キャラクターデザイン - モンキー・パンチ
- 監督 - 平林淳、渡部英雄
- 脚本 - 阿宮正和
- 絵コンテ - 杉島邦久、大石正照
- 演出 - 浅田裕二
- 作画監督 - 敷島博英
- 音響監督 - 太田克己
- 撮影監督 - 菅谷信行
- 美術監督 - 松平聡
- 色指定 - 庄村みつ代
- 特殊効果 - 田崎正夫
- 音響効果 - 森賢一
- CGエンジニア - 加藤和彦
- 3Dテクニカルディレクター - 森俊文
- 音楽 - 小杉保夫
- 歌 - 夏木麗
- 制作 - ACCプロダクション谷原スタジオ
- 制作協力 - スタジオ夢民、銀河帝国、映広音響
- 製作 - ビデオテック、冨田克久
- 発売 - CIC・ビクタービデオ